# Экзохомусы
Экзохомусы (лат. Exochomus) — род божьих коровок из подсемейства Chilocorinae.

## Описание
Усики девяти-сегментные. Передний край наличника не окаймлён. Бока переднеспинки обращены более или менее наружу. Голени без треугольного выступа. Бедренные лини полные, образуют половину окружности. Длина тела — до 6 мм.

## Систематика
В составе рода:
- Exochomus aethiops (Bland, 1864)
- Exochomus californicus Casey, 1899
- Exochomus childreni Mulsant, 1850
- Exochomus fasciatus Casey, 1899
- Exochomus flavipes (Thunberg, 1781)
- Exochomus marginipennis (LeConte, 1824)
- Exochomus melanocephalus (Zoubkoff, 1833)
- Exochomus metallicus Korschefsky, 1935
- Exochomus quadripustulatus (Linnaeus, 1758)
- Exochomus subrotundus Casey, 1899
- Exochomus townsendi Casey, 1908